# Stefan Sachlikis
Stefan Sachlikis lub Sachlikes(gr.: Στέφανος Σαχλίκης, Stefanos Sachlikēs) – poeta bizantyński, żyjący w XV wieku na Krecie, autor poematu Zapiski i strofy.
Stefan Sachlikis żył w XV wieku na znajdującej się w weneckim ręku Krecie. Należał do zamożnej rodziny, należącej niegdyś do warstwy archontów. Mieszkał w stolicy wyspy Chandaksie. Nie ukończył żadnych szkół, gdyż jak sam wyznaje nienawidził szkoły i miał wstręt do książek. Prowadząc hulaszczy tryb życia roztrwonił cały majątek i nie mogąc żyć na odpowiedniej stopie w stolicy, przeniósł się na wieś. Na wsi hodował psy o oddawał się polowaniu. Po powrocie do stolicy otrzymał z rąk weneckiego gubernatora wyspy nominację na adwokata. Niebawem jednak za sprawą damy lekkich obyczajów, niejakiej Kutajoteny, znalazł się w więzieniu, gdzie zaznał licznych przykrości.
Sachlikis tworzył w drugiej połowie XV wieku w demotyku. Pozostawił po sobie między innymi obszerny, liczący 1077 wersów politycznych utwór zatytułowany Zapiski i strofy łączący, miejscami niezbyt chwalebną, autobiografię z uwagami natury moralnej i przestrogami życiowymi, a kończący się satyrą na życie prostytutek. Sachlikis odsłania w swoim utworze zdemoralizowany świat portowego miasta, stanowiącego kolonię Wenecji. Pisze stylem potoczystym, pełnym sarkastycznego humoru, czasem rubasznym. Po mistrzowsku używa pointy i przysłów ludowych. Nie wzbudza szacunku nawet wówczas, gdy uderza w ton kaznodziejski, pisząc przestrogi dla syna swego przyjaciela. Jego twórczość jest interesującym dokumentem, ukazującym życie starej arystokracji bizantyńskiej pod panowaniem weneckim.